# Hergatz
Hergatz è un comune tedesco di 2 323 abitanti, situato nel land della Baviera.